# Samuel Drummond
Samuel Drummond (25 décembre 1766, Londres - 6 août 1844, Londres) est un peintre britannique, particulièrement prolifique dans le portrait et la peinture de marine. Ses œuvres sont exposées à la National Portrait Gallery, au National Maritime Museum et à la Walker Art Gallery.

## Biographie

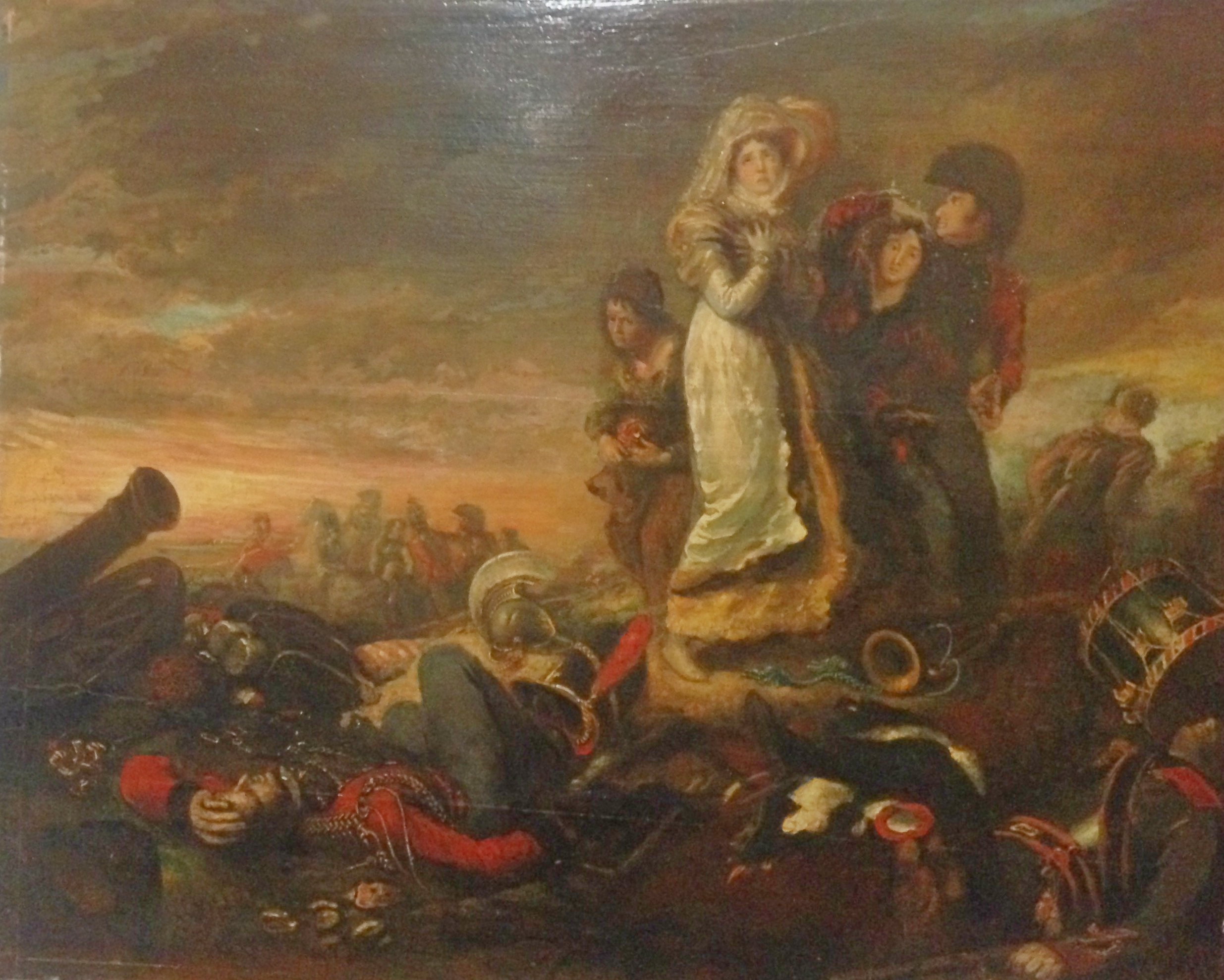
Après Waterloo de Samuel Drummond

Drummond est le fils de Jane Bicknell et de James Drummond, un boulanger londonien. Vers l'âge de treize ans, Drummond est apprenti marin, travaillant sur les routes commerciales de la Baltique pendant six ou sept ans. Après la marine, Drummond travaille brièvement comme commis avant d'entrer dans les écoles de la Royal Academy le 15 juillet 1791. Drummond commence sa peinture au crayon et à l'huile et en quelques années expose plus de trois cents tableaux à la Royal Academy. En 1808, il est élu membre associé de la Royal Academy.
Parmi les modèles de Drummond on trouve Walter Scott, Francis Place, Elizabeth Fry et Marc Isambart Brunel. Il peint également des personnages tels que l'amiral Edward Pellew, le capitaine William Rogers et le contre-amiral William Edward Parry. Après 1800, Drummond commence de grandes peintures à l'huile sur l'histoire maritime du Royaume-Uni (The Battle of the Nile, 1st August 1798, Captain William Rogers Capturing the Jeune Richard, 1 October 1807, Admiral Duncan at the Battle of Camperdown, 11 October 1797 (1827) et une série de peintures sur la mort d'Horatio Nelson.
Pendant un certain temps, Drummond est employé par The European Magazine et London Review pour réaliser des portraits de personnalités de premier plan de l'époque. Parmi les portraits publiés dans The European Magazine figurent ceux de Lord Gerald Lake, John Soane et Friedrich Accum.[réf. nécessaire]
Vers la fin de sa vie, Drummond a des difficultés financières et est souvent soutenu par les fonds de la Royal Academy. Presque tous les enfants de Drummond issus de ses trois mariages deviennent artistes (cinq filles et un fils) : Rose Emma du premier, Ellen, Eliza Ann et Jane du deuxième à Rose Hudson et Rosa Myra et Julian du troisième.